# Cowboy Style
Cowboy Style è un brano musicale della cantante australiana Kylie Minogue, pubblicato nel 1998 come singolo estratto dal suo sesto album in studio Impossible Princess. La canzone è stata scritta da Kylie Minogue, Steve Anderson e Dave Seaman e prodotta da questi ultimi due, col nome Brothers in Rhythm.

## Tracce
1. Cowboy Style (Radio Edit) – 3:51
2. Love Takes Over Me (Single version) – 4:09
3. Cowboy Style (music video)